# Eleições legislativas na Polônia em 2023
As eleições legislativas na Polónia de 2023 foram realizadas a 15 de Outubro e, serviram para eleger os 460 membros do Sejm e os 100 membros do Senado.
A coligação Direita Unida, liderada pelo partido Lei e Justiça, manteve-se como a força política mais votada. Apesar disto, a coligação conservadora, no poder desde 2015, perdia a maioria absoluta que detinha no Sejm.
Os partidos da oposição parlamentar, compostos pela Plataforma Cívica, Partido Popular, Polónia 2050 e A Esquerda, conseguiram a maioria absoluta no Sejm e mantiveram a maioria no Senado e é espectável que formem um governo de coligação.
Estas eleições tiveram uma taxa de participação superior a 74%, a mais alta participação desde da queda do regime comunista em 1989. Para esta forte participação, muito influenciou a alta participação dos eleitores jovens (18-29 anos). Cerca de 68% dos eleitores jovens (um aumento de mais de 20% em comparação às eleições de 2019), com apenas 15% dos votantes jovens a votarem nos partidos do governo.

## Resultados Oficiais

### Sejm
| Partido/Coligação       | Partido/Coligação                          | Partido/Coligação                          | Votos          | %               | +/-       | Deputados | +/-   |
| ----------------------- | ------------------------------------------ | ------------------------------------------ | -------------- | --------------- | --------- | --------- | ----- |
|                         |                                            | Lei e Justiça                              | 6 286 250      | 29,11 / 100,00  | 6,17      | 157 / 460 | 30    |
|                         | Polónia Soberana                           | 465 024                                    | 2,15 / 100,00  | 0,36            | 18 / 460  | 8         |       |
|                         | Os Republicanos                            | 99 373                                     | 0,46 / 100,00  | 0,41            | 4 / 460   | 3         |       |
|                         | Kukiz'15                                   | 74 959                                     | 0,35 / 100,00  | Novo            | 2 / 460   | Novo      |       |
|                         | Independentes                              | 715 248                                    | 3,31 / 100,00  | 1,58            | 13 / 460  | 8         |       |
| Direita Unida           | Direita Unida                              | 7 640 854                                  | 35,38 / 100,00 | 8,21            | 194 / 460 | 41        |       |
|                         |                                            | Plataforma Cívica                          | 4 992 932      | 23,12 / 100,00  | 3,69      | 122 / 460 | 20    |
|                         | .Moderna                                   | 375 776                                    | 1,74 / 100,00  | 0,03            | 6 / 460   | 2         |       |
|                         | Iniciativa Polaca                          | 252 021                                    | 1,17 / 100,00  | 0,56            | 3 / 460   | 1         |       |
|                         | Os Verdes                                  | 67 392                                     | 0,31 / 100,00  | 0,21            | 3 / 460   | Estável   |       |
|                         | AGROunia                                   | 53 571                                     | 0,25 / 100,00  | Novo            | 1 / 460   | Novo      |       |
|                         | Movimento Bom                              | 8 254                                      | 0,04 / 100,00  | Novo            | 0 / 460   | Novo      |       |
|                         | Independentes                              | 879 645                                    | 4,07 / 100,00  | 1,05            | 22 / 460  | 3         |       |
| Coligação Cívica        | Coligação Cívica                           | 6 629 402                                  | 30,70 / 100,00 | 3,30            | 157 / 460 | 23        |       |
|                         |                                            | Polónia 2050                               | 1 561 542      | 7,23 / 100,00   | Novo      | 33 / 460  | Novo  |
|                         | Partido Popular da Polónia                 | 1 189 629                                  | 5,51 / 100,00  | 0,25            | 28 / 460  | 9         |       |
|                         | Centro pela Polónia                        | 70 117                                     | 0,32 / 100,00  | Novo            | 3 / 460   | Novo      |       |
|                         | União dos Democratas Europeus              | 21 056                                     | 0,10 / 100,00  | 0,06            | 0 / 460   | 1         |       |
|                         | Independentes                              | 268 326                                    | 1,24 / 100,00  | 1,88            | 1 / 460   | 9         |       |
| Terceira Via            | Terceira Via                               | 3 110 670                                  | 14,40 / 100,00 | 5,85            | 65 / 460  | 35        |       |
|                         |                                            | Nova Esquerda                              | 1 199 503      | 5,55 / 100,00   | 1,80      | 19 / 460  | 19    |
|                         | Esquerda Unida                             | 453 730                                    | 2,10 / 100,00  | 0,66            | 7 / 460   | 1         |       |
|                         | Independentes                              | 205 785                                    | 0,95 / 100,00  | 1,51            | 0 / 460   | 5         |       |
| A Esquerda              | A Esquerda                                 | 1 859 018                                  | 8,61 / 100,00  | 3,95            | 26 / 460  | 23        |       |
|                         |                                            | Nova Esperança                             | 551 901        | 2,56 / 100,00   | 0,13      | 6 / 460   | 1     |
|                         | Confederação Liberdade e Independência     | 341 188                                    | 1,58 / 100,00  | Novo            | 7 / 460   | Novo      |       |
|                         | Movimento Nacional                         | 199 149                                    | 0,92 / 100,00  | 1,01            | 0 / 460   | 5         |       |
|                         | Confederação da Coroa Polaca               | 182 573                                    | 0,85 / 100,00  | 0,68            | 2 / 460   | 1         |       |
|                         | Acordo                                     | 3 568                                      | 0,02 / 100,00  | 1,56            | 0 / 460   | 16        |       |
|                         | Independentes                              | 268 985                                    | 1,25 / 100,00  | 1,02            | 3 / 460   | 3         |       |
| Confederação            | Confederação                               | 1 547 364                                  | 7,16 / 100,00  | 1,23            | 18 / 460  | 9         |       |
|                         | Ativistas Não-partidários do Governo Local | Ativistas Não-partidários do Governo Local | 401 054        | 1,86 / 100,00   | Novo      | 0 / 460   | Novo  |
|                         | Há uma Polónia                             | Há uma Polónia                             | 351 099        | 1,63 / 100,00   | Novo      | 0 / 460   | Novo  |
|                         | Outros partidos (com menos de 1,00%)       | Outros partidos (com menos de 1,00%)       | 57 213         | 0,27 / 100,00   |           | 0 / 460   |       |
| Votos Inválidos         | Votos Inválidos                            | Votos Inválidos                            | 370 217        | 1,69 / 100,00   | 0,58      |           |       |
| Total                   | Total                                      | Total                                      | 21 966 891     | 100,00 / 100,00 |           | 460 / 460 |       |
| Eleitorado/Participação | Eleitorado/Participação                    | Eleitorado/Participação                    | 29 532 595     | 74,38 / 100,00  | 12,64     |           |       |
| Fonte                   | Fonte                                      | Fonte                                      | [ 7 ]          | [ 7 ]           | [ 7 ]     | [ 7 ]     | [ 7 ] |